# Gerard Jacobs (kunstschilder)

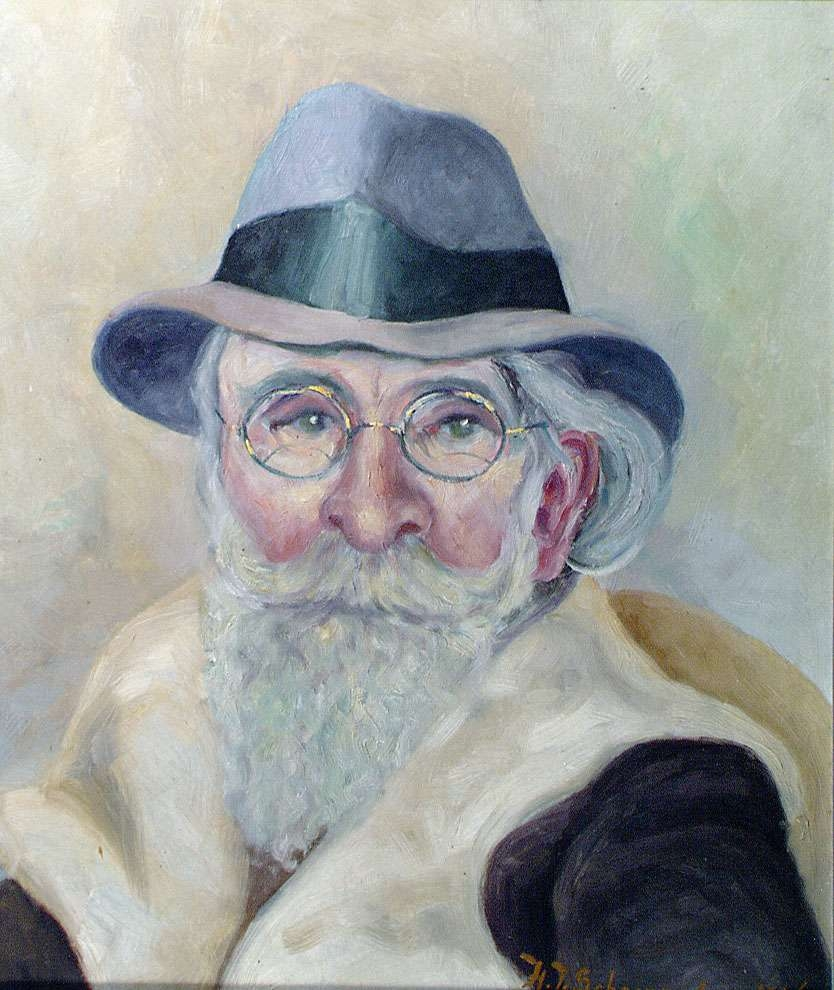
Gerard Jacobs door H.J. Schoenmaker. Foto & collectie Zeeuws maritiem muZEEum.

Gerard Jacobs (Antwerpen, 29 oktober 1865 – Vlissingen, 14 februari 1958) was een Belgisch kunstschilder.

## Levensloop
Jacobs werd geboren in een artistiek milieu. Zijn vader was beeldhouwer en twee ooms langs moederszijde waren kunstschilder. Hij deed zijn studies aan de Academie van Antwerpen. Hij schilderde portretten, interieurs en stemmige landschappen, havengezichten, marines en had een voorkeur voor zonsondergangen en stormweer. Zijn stijl was postimpressionistisch.
In Antwerpen was hij lid van de kunstenaarsgroepering Als ik Kan.
In 1892 woonde hij in Zandvliet, ca. 1903 woonde hij op Schoenmarkt 5, in 1905 woonde hij in de Nationalestraat 35 en enkele jaren later was het adres Nachtegalenlaan 9 in Berchem.
In 1914 week hij uit naar Nederland. Eerst woonde hij in Zoutelande en daarna in Vlissingen. Hij zou er na de oorlog blijven wonen in een huis op de Vlissingse boulevard. Hij schilderde toen ook zichten op Middelburg.
Hij vormde enkele leerlingen. In Antwerpen onder andere Kurt Peiser (1887-1962) en Josephina Hendrickx (Antwerpen, 1885 – Vlissingen, 1971), die hij huwde. In Vlissingen onder andere G. Françoys, D. Maandag, Cees van der Burght (°1931, Vlissingen), Frans Maas (1903-1977), Herman Jacobus Schoenmaker (1913-1995), Ewoud de Kat (1904-1974) en Henriëtte Pessers (Tilburg, 1899 – Heeze, 1986). Zijn leerlingen noemde men in de omgang "Jacobsjes".
In 1920 waren hij en zijn vrouw medestichters van de Nederlandsche kunstkring "Het Zuiden".  Andere leden waren Leendert Van der Steen, C. Domenisse, G. Bergsma, L. Heymans, K.J. Huineman, W.J. Schütz en Emiel Dutrieu. De eerste gezamenlijke tentoonstelling opende op 19 juni 1920 in het Badpaviljoen. De kring zou tot in 1942 blijven bestaan en verdween onder druk van oorlogsomstandigheden om in 1946 weer te herrijzen. In 1968 werd de kring definitief ontbonden. 
In Zeeland noemde men hem vaak Ger Jacobs.

## Tentoonstellingen
- 1903, Antwerpen, Kon. Maatschappij van Aanmoediging van Schone Kunsten, Tentoonstelling van waterverfschilderijen – pastels – etsen - e.a. (Scheldezicht; pastel)
- 1903, Antwerpen, Salon Triennal (
- 1905, Antwerpen, 50ste Salon van "Als ik Kan" (Impressies aan het dok)
- 1907, Oostende
- 1907, Brussel, Salon Annuel, L'Elan Cercle D'Art Bruxelles (- 30 juli)(cat 31-35)(Wolken en rivier en de hoeve)
- 1908, Driejaarlijks Salon
- 1910, Brussel, Wereldtentoonstelling
- 1911, Brussel, Ve Salon Annuel, L'Elan Cercle D'Art Bruxelles (8 - 31 juli)(cat. 51-53)
- 1914, Parijs, Grand Palais, Salon de 1914, Société des Artistes Francais (cat. 476-477)
- 1920, Vlissingen, Badpaviljoen, groepstentoonstelling "Het Zuiden"
- 1924, Vlissingen, Paviljoen Boulevard Evertsen, Kunstkring "Het Zuiden"
- 1925, Brussel, Salle Mommen, 'Les peintres Gérard Jacobs J. Hendrickx exposent', (28 februari - 9 maart)
- 1931, Antwerpen, zaal Wijnen, retrospectieve (28 november - 7 december)
- 1934, Brussel, Paleis voor Schoone Kunsten, '3e Salon der Zeeschilders' (10 - 25 februari)
- 1947, Vlissingen, De Ruyterschool, Kunstkring Het Zuiden (juli)
- 1950, Vlissingen, Stedelijk Museum, Kunstkring Het Zuiden (maart) (55 werken van Gerard Jacobs)
- 1950, Vlissingen, hotel Noordzeeboulevard, Kunstkring Het Zuiden (oktober)
- 1955, Vlissingen, atelier Frans Maas, Kunstkring Het Zuiden (december) (ca. 40 werken)
- 1956, Vlissingen, restaurant Brittannia, Kunstkring Het Zuiden (oktober)
- 2000, Vlissingen, Stedelijk Museum, 'Gerard Jacobs en zijn Jacobsjes'

## Musea

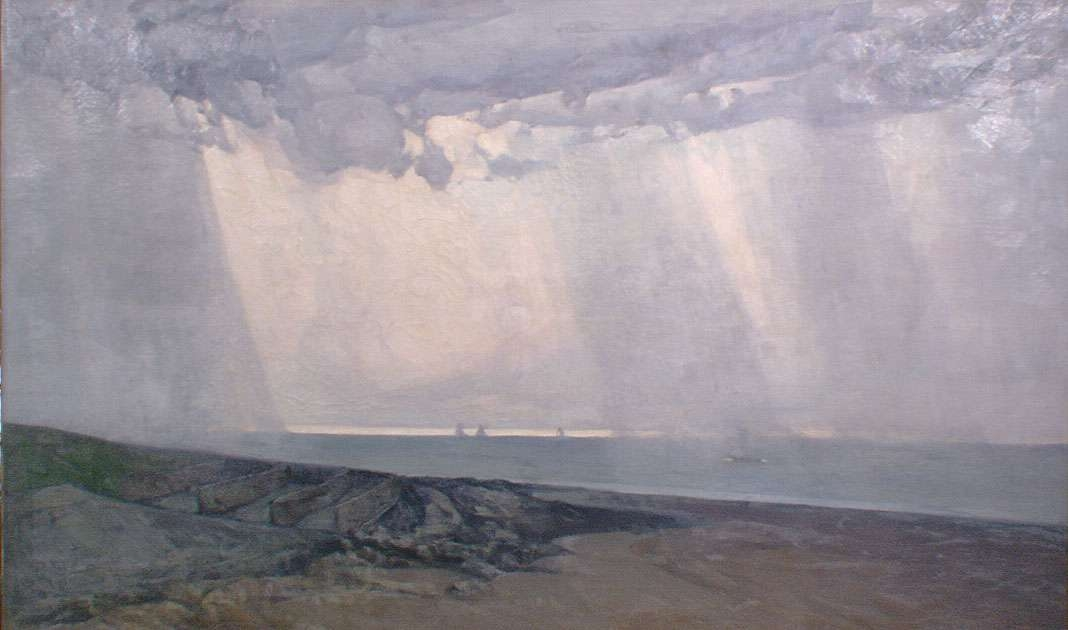
Donderbui boven Vlissingen. Foto & collectie: Zeeuws maritiem muZEEum.

- Antwerpen, Kon. Museum voor Schone Kunsten
- Middelburg, Zeeuws Museum
- Vlissingen, Zeeuws Maritiem muZEEum